# Cratere Diderot
Diderot è un cratere lunare di 20 km situato nella parte sud-occidentale della faccia nascosta della Luna.